# Paul Strebel

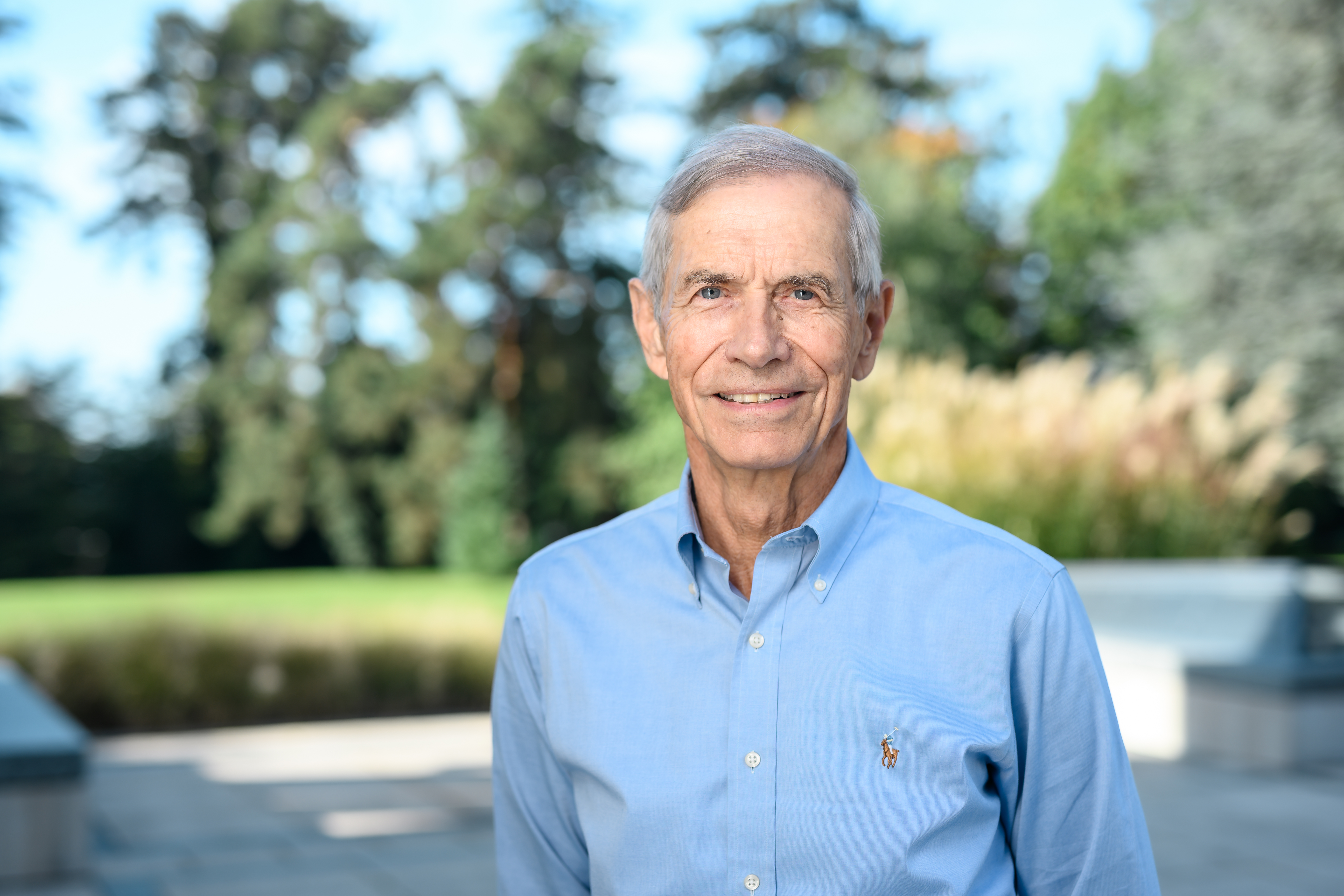
Paul Strebel, 2025

Paul J. Strebel ist ein Schweizer Wirtschaftswissenschaftler, Autor und Berater. Er ist emeritierter Professor für Strategie und Governance am International Institute for Management Development (IMD) in Lausanne, Schweiz.

## Ausbildung
Strebel erwarb einen Master of Business Administration an der Columbia University, einen Master of Science an der University of Cape Town und einen Doktortitel (PhD) an der Princeton University.

## Karriere
Während seiner Tätigkeit in der Finanzabteilung von W. R. Grace and Company, zunächst in New York City und später in Lausanne, wurde er eingeladen, als Senior Lecturer im Bereich Finanzen an die Graduate School of Business der Witwatersrand-Universität in Johannesburg zu wechseln. Dort wurde er später Direktor des MBA-Programms.
Als die Unruhen in Soweto und die darauffolgenden Polizeimassnahmen in Südafrika stattfanden, zog er an die State University of New York in Binghamton, wo er 1983 Associate Professor mit Festanstellung wurde und die Leitung der Finanz- und Wirtschaftsgruppe übernahm.
Nach seinem Eintritt in das IMEDE in Lausanne, eines der beiden Management-Entwicklungsinstitute, die später zum IMD fusionierten, wurde er der erste Forschungsdirektor und hatte den Lehrstuhl der Sandoz Family Foundation für Strategisches Änderungsmanagement inne.
Strebel wurde 1998 und 2004 mit dem Research on Leadership Award der Association of Executive Search Consultants ausgezeichnet. Ausserdem erhielt er den European Case Award der European Foundation for Management Development in den Jahren 1994, 1996 und 2000. Er hat zahlreiche Artikel in akademischen und praxisorientierten Zeitschriften veröffentlicht, darunter in der MIT Sloan Management Review, Harvard Business Review, California Management Review, im Strategic Management Journal und Long Range Planning.

## Forschungsarbeit
Strebel ist der Urheber mehrerer Managementansätze, darunter:

### Outpacing Strategy
Die Outpacing Strategy (entwickelt zusammen mit Xavier Gilbert) bietet eine dynamische Perspektive auf Unternehmensstrategien, im Gegensatz zu der eher eindimensionalen Sichtweise generischer Strategien. Anstatt ausschliesslich über Wert oder Kosten zu konkurrieren, können Unternehmen die Konkurrenz übertreffen, indem sie strategische Innovationen zwischen dem Wertangebot und dem Wertesystem in einem zeitgerechten Wechsel vorantreiben, um die Organisation zu revitalisieren und komplementäre Fähigkeiten zu entwickeln, die einen Wettbewerbsvorteil bieten.

### Industry Breakpoints
Industry Breakpoints beziehen sich auf neue Angebote auf dem Markt, die die Spielregeln des Wettbewerbs ändern, die Wachstumsrate der Branche verschieben und die Marktanteile neu ausrichten. Breakpoints werden nicht nur durch disruptive technologische Innovationen ausgelöst, sondern auch durch divergente Wettbewerbsverschiebungen in der Vielfalt und Anpassung des Wertangebots oder durch konvergente Veränderungen im Umfang und in der organisatorischen Effizienz des Wertesystems.

## Bücher
- Smart Big Moves. The story behind strategic breakthroughs. 1. Aufl., 2009, FT Prentice Hall, ISBN 978-0273714262.
- Trajectory Management. Leading a business over time. 1. Aufl., 2007, Wiley, ISBN 978-0470862902.
- Mastering Executive Education. How to combine content with context and emotion. Prentice Hall Pearson Education, 2005, ISBN 978-0273705024.[6]
- Focused Energy. Mastering bottom-up organization. 1. Aufl., 2000, Wiley, ISBN 978-0471899716.
- The Change Pact. Building commitment to ongoing change. Financial Times/Prentice Hall, 1999, ISBN 978-0273632948.
- Breakpoints: How managers exploit radical business change. Harvard Business Review Press, 1992, ISBN 978-0875843698.[7]
- In the Shadows of Wall Street. A Guide to Investing in Neglected Stocks. Prentice Hall, 1987, ISBN 9780134559995.[8]